# Südelefant

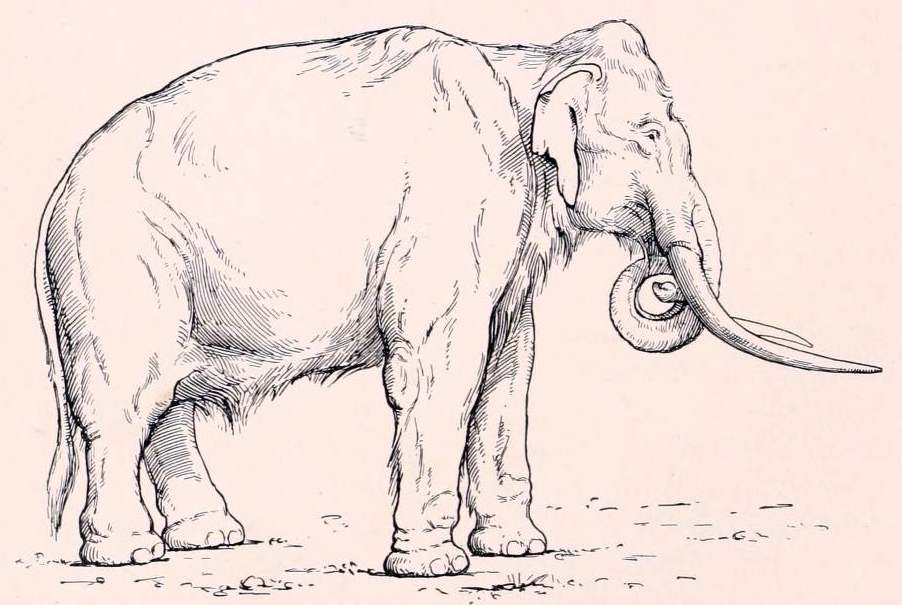
Rekonstruktionszeichnung des Südelefanten von 1916

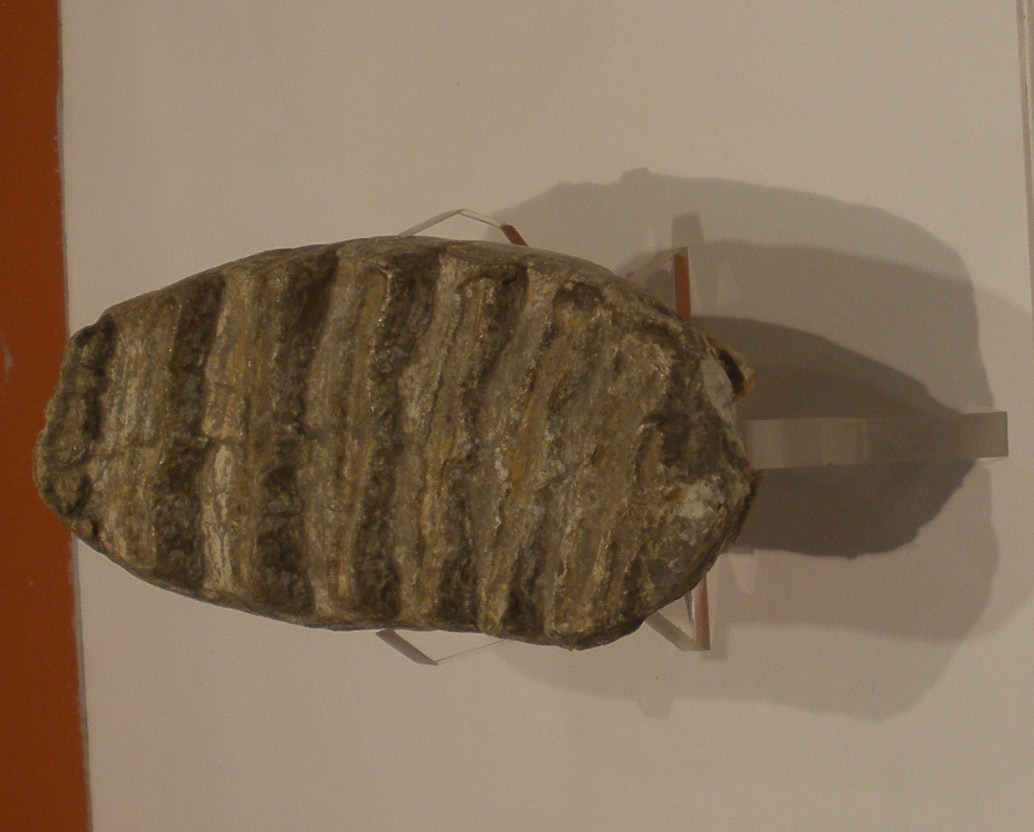
Mammuthus meridionalis Backenzahn

Der Südelefant (Mammuthus meridionalis), auch Urmammut oder Südmammut genannt, ist eine ausgestorbene Elefantenart und wird heute der Gattung Mammuthus zugerechnet. Sein Erstbeschreiber Filippo Nesti vermutete eine noch nähere Verwandtschaft zu heutigen Elefanten der Gattung Elephas und gab ihm den Namen Elephas meridionalis. Zwischenzeitlich hieß er auch Archidiskodon meridionalis.
Die Art hatte relativ breite Backenzähne mit verhältnismäßig wenigen Querlamellen. Die mächtigen Stoßzähne waren beinahe 4 m lang und zeigten schon die für Mammute charakteristische Schraubenform. Große Exemplare des Südelefanten waren über 4 m hoch. Ob er bereits ein Fell hatte wie spätere Mammutarten, ist nicht bekannt.
Er war eine der frühen Mammutarten und die erste, die das afrikanische Ursprungsgebiet der Gattung verließ und Eurasien erreichte. Vor etwa 1,5 Millionen Jahren wanderte er über die damals trocken gefallene Bering-Landbrücke nach Nordamerika ein. Aus dem Südelefanten gingen die späteren Mammutarten wie das Steppenmammut und das Präriemammut hervor. Als Vorfahren kommen die beiden afrikanischen Arten Mammuthus africanavus und Mammuthus subplanifrons in Betracht. Der Südelefant lebte in den offenen Waldgebieten Eurasiens und Nordamerikas, wo vor 2 Millionen Jahren ein relativ mildes Klima herrschte.
Ein vollständiges Skelett des Südelefanten befindet sich im Staatlichen Museum von Stawropol. Das einzige vollständige Skelett, das in Nordamerika gefunden wurde, ist in Denver ausgestellt. Ein drittes Exemplar, der über 4 m hohe „Elefant von Durfort“ (das Skelett eines Südelefanten), ist im Nationalmuseum für Naturgeschichte in Paris zu sehen.